# Teddy Dunn

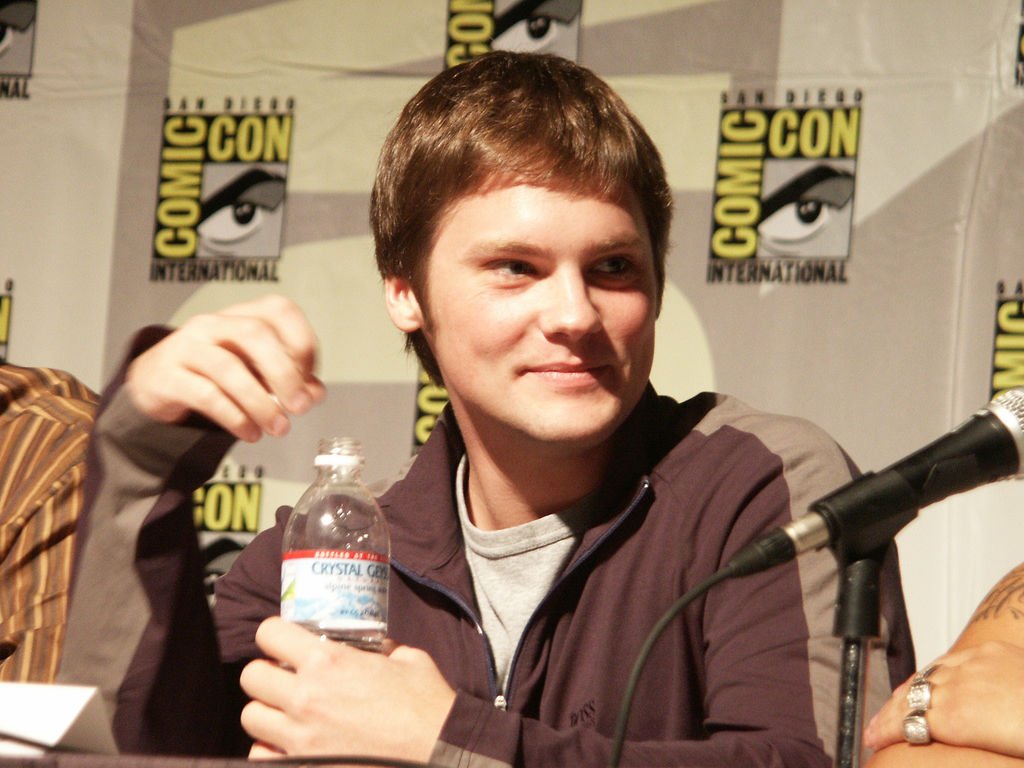
Teddy Dunn auf der Comic-Con 2005.

Teddy Dunn, eigentlich Edward Wilkes Dunn, (* 19. Juni 1980 in Durham, North Carolina, Vereinigte Staaten) ist ein US-amerikanischer Anwalt, der von 2003 bis 2009 als Film- und Fernsehschauspieler tätig war.

## Leben
Teddy Dunn wuchs in Durham, North Carolina, auf und besuchte die Phillips Academy, eine traditionsreiche High School in Andover, Massachusetts zur Vorbereitung auf die Universität. In der Theatergruppe der Schule debütierte er in einer Hauptrolle in dem Theaterstück The Zoo Story von Edward Albee. Dunn schloss die High School 1999 ab und studierte anschließend bis 2003 an der Northwestern University in Illinois Theater und Politikwissenschaften. Er arbeitete als Praktikant bei Senator Teddy Kennedy. Teddy Dunn ist der Bruder der Dokumentarfilmerin Laura Dunn.
Nach seiner Schauspielkarriere von 2003 bis 2009 entschied sich Dunn, wieder zu studieren. 2013 graduierte er cum laude vom Boston College mit einem Doktor der Rechte. Heute ist er als Associate bei der internationalen Anwaltskanzlei Dechert LLP in New York tätig.

### Schauspielkarriere
Nach einem Gastauftritt als Graham Sullivan in der Fernsehserie Gilmore Girls im Jahr 2004 war er für die fünfte Staffel als eventuelle Beziehung von Rory Gilmore, gespielt von Alexis Bledel, vorgesehen. Ein Engagement für die Fernsehserie Veronica Mars kam jedoch dem Ausbau seiner Rolle bei den Gilmore Girls zuvor. Sein Charakter in der inzwischen eingestellten Serie Veronica Mars, Duncan Kane, war die erste professionelle Herausforderung für Teddy Dunn. Im Gegensatz zu Theater- und Filmrollen weiß der Schauspieler einer Fernsehserie nie, wohin sich sein Charakter entwickeln wird: „Im Fernsehen erscheint dieser Bogen erst vor dir, während er entsteht“, beschrieb Dunn diese Schwierigkeit in einem Interview. In Veronica Mars wird Teddy Dunn von Robin Kahnmeyer deutschsprachig synchronisiert.
Im Jahr 2004 spielte Teddy Dunn auch eine Rolle in Jonathan Demmes Spielfilm Der Manchurian Kandidat. 2006 war er in der Serie Grey’s Anatomy zu sehen. Im Februar 2008 kam in den USA der Spielfilm Jumper von Regisseur Doug Liman heraus, in dem Teddy Dunn die Rolle des Mark Kobold verkörperte.
Nach zwei Rollen in kleineren Filmen beendete Dunn seine Schauspielkarriere.

## Filmografie

### Filme
- 2004: Der Manchurian Kandidat (The Manchurian Candidate)
- 2005: Highschool News – Streng vertraulich! (Campus Confidential)
- 2008: Jumper
- 2008: Say Hello to Stan Talmadge
- 2009: Kill Theory

### Fernsehserien
- 2004: Gilmore Girls (eine Folge)
- 2004–2006: Veronica Mars (44 Folgen)
- 2006: Grey’s Anatomy (eine Folge)
- 2008: CSI: NY (eine Folge)